# Ribjek (gmina Mokronog-Trebelno)
Ribjek – wieś w Słowenii, w gminie Mokronog-Trebelno. W 2018 roku liczyła 33 mieszkańców.